# Jan Ekberg
Jan Ingvar Ekberg, född 1942, är en svensk nationalekonom och professor.
Ekberg blev 1983 filosofie doktor i nationalekonomi vid Växjö högskola där han disputerade på avhandlingen Inkomsteffekter av invandring. Han har sedan 1981 varit verksam vid Växjö högskola (sedermera Växjö universitet och Linnéuniversitetet), från 1998 som professor i nationalekonomi. Han har främst inriktat sin forskning på nationalekonomiska och demografiska effekter av invandring till Sverige.